# Czartowskie Skały (Zawory)

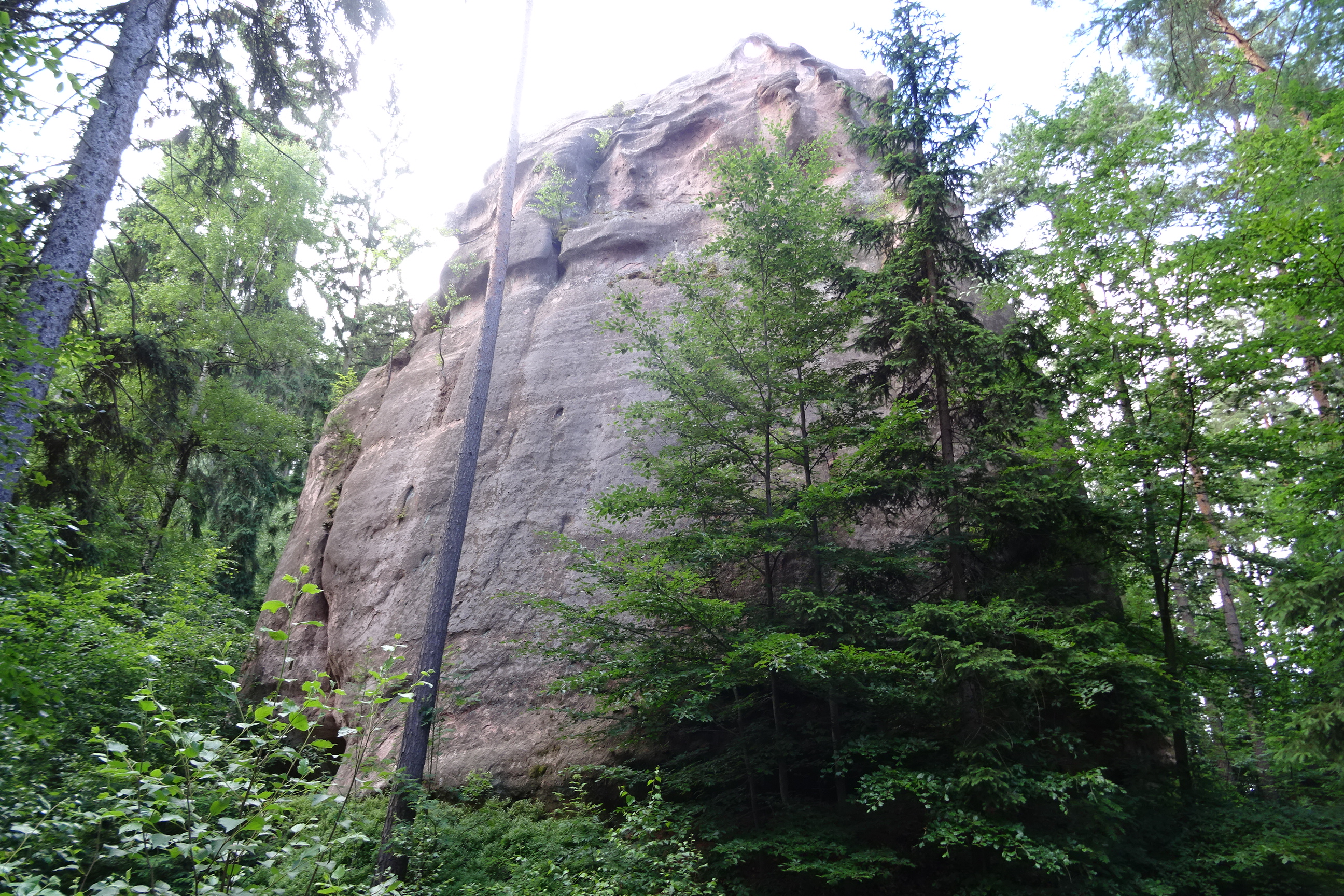
Czartowskie Skały (czerwiec 2023)

Czartowskie Skały (niem. Teufels Berg, Teufelstein) – skałki w południowo-zachodniej Polsce, w Sudetach Środkowych, w Górach Stołowych, w paśmie Zaworów.
Skałki położone są w północno-wschodniej części Zaworów, u podnóży wzniesienia Bieśnik.
Zbudowane są z piaskowców triasowych barwy czerwonej, na których zalegają górnokredowe piaskowce barwy żółtej i jasnoszarej.